# Sociedad de Ciencias Naturales de Navarra Gorosti
La Sociedad de Ciencias Naturales de Navarra Gorosti o simplemente Sociedad de Ciencias Naturales Gorosti (en euskera Gorosti Natur Zientzi Elkartea) es una organización navarra sin ánimo de lucro creada en el año 1983.
Dicha organización agrupa a personas que tienen un interés común por las ciencias naturales, y cuyo objetivo es el de compartir en un entorno no laboral ni académico dichos conocimientos, así como el respeto al medioambiente y al entorno que nos rodea.

## Historia[3]

### Comienzos
Esta asociación fue fundada en octubre de 1983 en Pamplona bajo la denominación de Sociedad de Ciencias Naturales Gorosti. Su registro se realizó bajo un interés cultural y educativo, con la finalidad de estudiar la naturaleza, y en especial la de la Comunidad Foral de Navarra, dándola a conocer al mayor número posible de personas.

### Actualidad
Hoy en día las ambiciones de esta organización, que forman un pilar básico en la sociedad navarra y española, han progresado hacia la creación de campañas de concienciación e información orientadas no sólo al público en general, sino también a otras instituciones y administraciones, principalmente las forales.
La asociación está abierta a todas las personas ya que no esconde ningún interés partidista ni ánimo de lucro. Actualmente son 300 socios, los cuales pagan una cuota anual de 50 euros, que sirven para financiar, en cierta parte, toda las actividades que realizan. El resto de la financiación, es gracias a las aportaciones económicas del Gobierno de Navarra, el Instituto de Medio Ambiente del Ayuntamiento de Pamplona y de diversas entidad bancarias (Caja de Ahorros de Navarra, Caja Rural de Navarra y Caja Laboral Popular).

## Actividades

### Proyectos
Para progresar en los proyectos que llevan a cabo, desde la organización proponen:
- La realización de actividades: Como por ejemplo campañas, exposiciones, conferencias y jornadas, itinerarios naturalísticos, cursos u otras vías de formación, etc., relacionados con las ciencias naturales y la naturaleza.[7][8][9]
- La realización de estudios: Hay diversas temáticas como la botánica, la zoología, la micología, la prehistoria y legislación medioambiental.[10]
- La coordinación de otras acciones de cuantas personas sientan la inquietud de analizar y proteger la fauna, flora, suelo y paisaje navarros.[11]

### Publicaciones
Desde la Sociedad de Ciencias Naturales Gorosti se llevan a cabo diversas publicaciones (Libros, artículos, guías, etc...).
La publicación más destacable de todas ellas es la revista Gorosti. Cuadernos de Ciencias Naturales de Navarra.

### Convenios
Desde la Sociedad de Ciencias Naturales Gorosti también se llevan a cabo la firma de convenios de colaboración con diversas instituciones, como la que realiza con el Ayuntamiento del Valle de Egüés.

### Colaboraciones
También la organización colabora en la organización y promoción de eventos o actividades científicas de diversas índole, como por ejemplo, la Semana de la Ciencia de Navarra, junto con otras entidades y organizaciones como el Planetario de Pamplona, el Club de Amigos de la Ciencia, la Universidad Pública de Navarra o el Instituto de Agrobiotecnología entre otros.

## Sede
La Sociedad de Ciencias Naturales Gorosti se encuentra situada en la calle Calderería número 34 de Pamplona. El local, que está completamente acondicionado y se emplea para charlas y reuniones, cuenta también con un centro de trabajo dotado de una biblioteca.
El horario de atención al público por parte de la organización es: Lunes, miércoles y jueves, por la tarde en horario de 17:00 a 19:00 horas.

## Junta Directiva[19]
- Presidenta:  Alfredo Barbería Goñi
- Vicepresidente:  Puri Mateo Chivite
- Secretario:  Santiago Serrano Maya.
- Tesorero:  Rosario Pastor García.

### Internet y redes sociales
- Sitio web oficial de la Sociedad de Ciencias Naturales de Navarra Gorosti.
- La Sociedad de Ciencias Naturales de Navarra Gorosti en Facebook.
- Sociedad de Ciencias Naturales de Navarra Gorosti en X (antes Twitter)
- La Sociedad de Ciencias Naturales de Navarra Gorosti en Youtube.